# Pedro Losha
Pedro Losha (en albanés: Pjetër Losha, en griego: Πέτρος Λέοσας, en serbio: Петар Љош), fue un señor albanés de Epiro, que sirvió como déspota de Arta desde 1359 hasta su muerte en 1374, o como vasallo de los príncipes serbios Simeón Uroš (1359-1366) y Tomás Preljubović (1366-1367, 1370-1374), y de forma independiente de 1367 a 1370. Recibió el título de déspota en 1359 de manos de Siméon Uroš después de la victoria sobre Nicéforo II Orsini que había intentado reconquistar Epiro.

## Orígenes
No se sabe cuáles fueron los orígenes de su familia ni su fecha de nacimiento. La palabra lios significa «granizo (marca en la piel)» en albanés. Los historiadores albaneses lo consideran albanés, mientras que otros creen en un origen valaco. El historiador croata Milan Šufflay (1879-1931), que estudió las familias de nacionalidad Losha, Espata, cree en una simbiosis albano-valaco en el Pindo, cuando en la primera mitad del Siglo XIV, los mercenarios y los migrantes acudieron a Grecia (incursiones de 1325 y 1334 en Tesalia). Llamados albaneses en griego por el lugar de donde venían, estos grupos también incluían a los valacos. En 1358, albaneses y valacos se apoderaron de Epiro, Acarnania y Etolia.

## Déspota de Arta
Losha dirigió las fuerzas albanesas contra Nicéforo II Orsini en la batalla de Aqueloo, lo que le permitió conquistar Arta, donde labró un dominio con la ayuda de los clanes mazarakio y malacasio. Según la Crónica de Ioánina, su dominio se extendió hasta incluir Rogí (ahora Filippiada) y Anfiloquía. Para resaltar su soberanía sobre los demás gobernantes de Epiro, Simeón Uroš (que se había separado en 1356 al comienzo del reinado de su sobrino Uroš V y se proclamó a sí mismo «emperador» en Kastoriá) le otorgó el título de déspota (en 1359 o 1360), reconociendo así su autoridad de facto sobre el territorio tras la batalla de Aqueloo.
En 1366, Tomás Preljubović sucedió a Simeón como gobernante de Epiro. Este período estuvo marcado por el regreso de las hostilidades en la región, Ioánina, capital de Preljubović, era constantemente asediada desde 1367 hasta 1370 por los clanes mazarakio y malacasio bajo el mando de Losha. Se concluyó una tregua que se selló con el matrimonio del hijo de Pedro, Juan, y la hija de Tomás, Irene.
Murió, según la Crónica de Ioánina, en 1373/1374, durante una epidemia de peste en Arta o asesinado por los mazarakios. El despotado pasó brevemente a su hijo Juan Losha antes de ser incorporado al Despotado de Angelokastro y Lepanto dirigido por Juan Espata.